# Guds Børnehær
Guds Børnehær (originaltitel: Jesus Camp) er en dokumentarfilm fra 2006, instrueret af Rachel Grady og Heidi Ewing og omhandlende en Pinsebevægelses-/karismatisk sommerlejr for børn som bruger deres somre på at lære og praktisere deres "profetiske evner" og bliver oplært i troen på at de kan "tage Amerika tilbage for Kristus." Ifølge distributøren kommer dokumentaren "uden nogen inkluderet bestemt synsvinkel" og forsøger at være "en ærlig og neutral gengivelse af en faktion af det evangeliske kristne fællesskab". 
23. januar 2007 blev Guds Børnehær nomineret til en Oscar for Bedste Dokumentarfilm. Den tabte til Davis Guggenheim og Al Gore's En ubekvem sandhed.
Dokumentaren blev vist på DR2 16. december 2008. Kort forinden udsendte Pinsebevægelsen en pressemeddelelse hvori den tog afstand fra de metoder som prædikanter benytter i filmen.

## Modtagelse
Guds Børnehær har 87% positive anmeldelser på Rottentomatoes.com. Den har 7.6/10 på IMDB, hvor den er blevet anmeldt af over 6.000 seere.
Michael Smith fra Tulsa World gav filmen tre stjerner ud af fire, og beskrev den som "...ligefrem..." og "...et afslørende og upartisk syn på dannelsen af morgendagens Guds hær."
Chicago Tribune-anmelder Jessica Reaves gav også filmen tre stjerner ud af fire og skrev at Guds Børnehær er "...et oplysende og ærligt kig på hvad styrkerne kendt som det evangeliske Amerika tror på, prædiker og lærer deres børn..." og konkluderede at hvad filmskaberne "...har opnået her er bemærkelsesværdigt – at fange den ufornuftige menneskelighed, krav og utæmmede politiske vilje hos en religiøs bevægelse."

## Fodnoter
1. ↑  Watts, Tom. Real Detroit Weekly Arkiveret 16. april 2008 hos  Wayback Machine Ewing believes in Jesus Camp.
2. ↑  Christian NewsWire Arkiveret 11. januar 2009 hos  Wayback Machine, Jesus Camp Distributors Adverse to Screening at Traverse: Michael Moore Ignores Request to Remove Documentary from Festival, 8/8/06.
3. ↑  79th Academy Awards nominations list. Oscar.com.
4. ↑  "Guds Børnehær – Ikke i danske pinsekirker" Arkiveret 23. januar 2009 hos  Wayback Machine. Pressemeddelelse, Pinsebevægelsen.
5. ↑  Tulsa Entertainment, Tulsa Restaurants, Oklahoma Dining, Music OK, the Arts and Movies | Tulsa World
6. ↑  "Movie review: 'Jesus Camp' | Metromix Chicago". Arkiveret fra originalen 24. februar 2007. Hentet 16. december 2008.